# Norma Smallwood

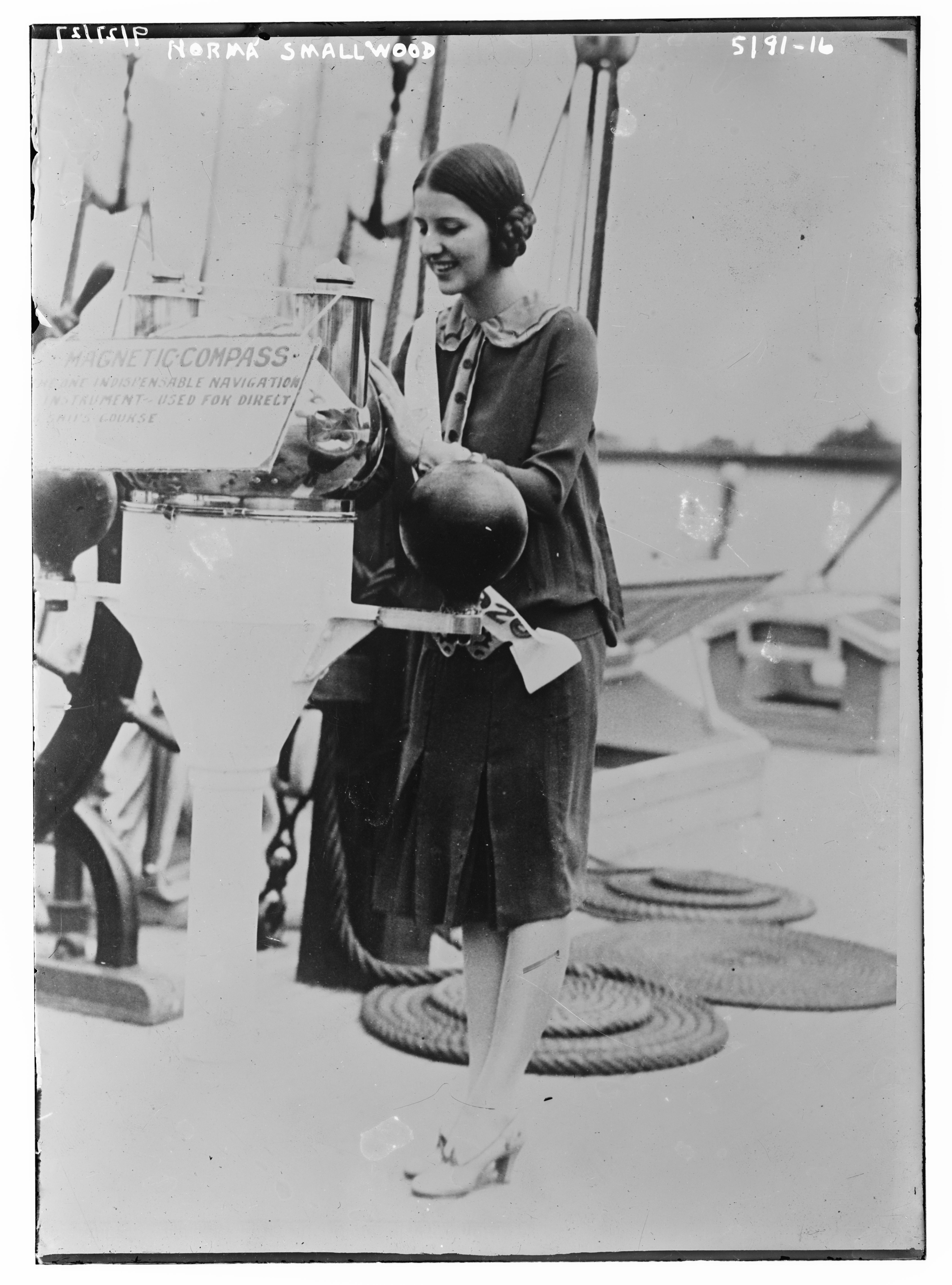
Norma Smallwood (1927)

Norma Smallwood (* 1909 in Tulsa, Oklahoma; † Mai 1966 in Wichita, Kansas) war 1926 die sechste Miss America.
Norma Smallwood gewann 1926 in Atlantic City die Wahl zur Miss America und war damit die erste „Miss“ indianischer Abstammung. Nach ihrem Sieg unterbrach sie das College für ein Jahr und nahm als Miss America verschiedene Aufträge an, so als Poster-Girl für Meadows Washing Machines and Westinghouse Electric, was ihr in dem Jahr als Miss America rund 100.000 USD einbrachte. Am 3. September 1928 heiratete sie den Kunstsammler und Öl-Millionär Thomas Gilcrease. Mit ihm zusammen hatte sie eine Tochter, die sie 1930 zur Welt brachte. Ihre Ehe wurde allerdings 1933 wieder geschieden.
Später heiratete sie George H. Bruce, den Präsidenten der Aladdin Petroleum Corporation in Wichita und widmete sich in ihrer Freizeit karitativen Aufgaben. Sie starb 1966 in Wichita im Alter von 57 Jahren.